# Интендант (Южна Америка)
Интендант (испански: intendente – надзирател, администратор, директор, интендант) е името на административен държавен чиновник в различни страни от Южна Америка.

## Произход
В дореволюционна Франция интенданти са преките представители на краля, които могат да бъдат отзовани по всяко време. Те са били ръководители на държавната администрация в определени тем подчинени области (Intendance – интенданции).
Бурбоните въвеждат това административно деление в Испания и Южна Америка. Територията се наричала Intendencia (интенденция), а нейният управител Intendente (интенденте).

## Днес
- в Аржентина, всеки по-голям град има своя интенденция (Intendencia), съпоставима е с пряката администрация на „главния“ кмет на българската Столична община, под който има „под-кметове“ на районите и селата в нея.
- в Чили, интендантът е представител на централното държавно правителство в във всеки един от 15-те чилийски региона и по този начин е техният най-висок административен служител.
- В Парагвай, интендантът е най-висшият орган на местно ниво, сравним с длъжността „кмет“ в България.
- В Уругвай, интендантът отговаря за администрацията на един от 19-те департамента, на които страната е териториално разделена.